# Jürgen Kromphardt
Jürgen Kromphardt (* 25. November 1933 in Kiel) ist ein deutscher Wirtschaftswissenschaftler.

## Leben
Er studierte ab 1952 Volkswirtschaftslehre (VWL) in Göttingen und Kiel. 1957 schloss er seine Promotion zum Dr. rer. pol. an der Universität Kiel ab (bei Erich Schneider).
Er arbeitete von 1958 bis 1965 und 1967 bis 1968 in der EWG-Kommission in Luxemburg und Brüssel (Statistisches Amt, Generaldirektion Wirtschaft und Finanzen) und habilitierte 1968 an der Universität Münster mit einer Arbeit über Strukturwandel und Einkommensverteilung.
Von 1968 bis 1980 lehrte er als ordentlicher Professor der Volkswirtschaftslehre an der Universität Gießen, ab 1980 an der Technischen Universität Berlin.
Von März 1999 bis Februar 2004 gehörte er dem Sachverständigenrat zur Begutachtung der gesamtwirtschaftlichen Entwicklung an. Er wurde von Peter Bofinger abgelöst, der seinen Platz einnahm.
Während seiner Lehrtätigkeit und in seinen wissenschaftlichen Publikationen setzte sich Jürgen Kromphardt häufig mit den Kontroversen um die verschiedenen Wirtschaftstheorien auseinander. Im Sachverständigenrat galt er als Vertreter einer nicht ausschließlich angebotsorientierten Theorie.
Der Volkswirt ist ein engagierter Anhänger einer keynesianisch ausgerichteten Wirtschaftspolitik, der sich der herrschenden Meinung in der VWL kritisch gegenübersieht.
Nach Kromphardts Emeritierung gründeten im Jahr 2003 13 Ökonomen die Keynes-Gesellschaft, deren 1. Vorsitzender Kromphardt bis 2013 war, danach Ehrenvorsitzender.

## Nach der Emeritierung
2005 übersetzten Kromphardt und Stephanie Schneider Keynes’ Hauptwerk Allgemeine Theorie der Beschäftigung, des Zinses und des Geldes neu.
Bis dahin gab es nur eine Übersetzung aus dem Jahr 1936.  Der damalige Übersetzer, Fritz Waeger, verstand einige der damals völlig neuen, auch im Englischen schwer verständlichen Gedanken nicht; zudem haben sich in der Wirtschaftswissenschaft seit Erscheinen des Buchs Fachausdrücke etabliert, die Waeger 1936 noch nicht ahnen konnte.
Das Ergebnis von Kromphardts und Schneiders Arbeit, die „zehnte, verbesserte Auflage“ der Allgemeinen Theorie, erschien 2006 beim Verlag Duncker & Humblot, wie auch schon die Übersetzung von 1936. Das Buch verkaufte sich zunächst schleppend. Mit Ausbruch der Finanzkrise seit 2007 stieg das Interesse, ebenso nach der Insolvenz von Lehman Brothers am 15. September 2008.  2009 erschien die elfte Auflage.

## Werke
- Konzeptionen und Analysen des Kapitalismus: von seiner Entstehung bis zur Gegenwart. 4. Auflage. UTB 2004, ISBN 3-8252-1017-0.
- Wachstum und Konjunktur. 3. Auflage. V & R, 1993, ISBN 3-525-13224-7.
- Grundlagen der Makroökonomik. 3., überarb. und erw. Auflage. Vahlen Verlag, 2006, ISBN 3-8006-3309-4.
- Arbeitslosigkeit und Inflation – Eine Einführung in die Makroökonomischen Kontroversen. 2. Auflage. V&R/UTB, Stuttgart, 1998, ISBN 3-8252-1452-4.